# Festival Internacional de Cine de Venecia de 2022

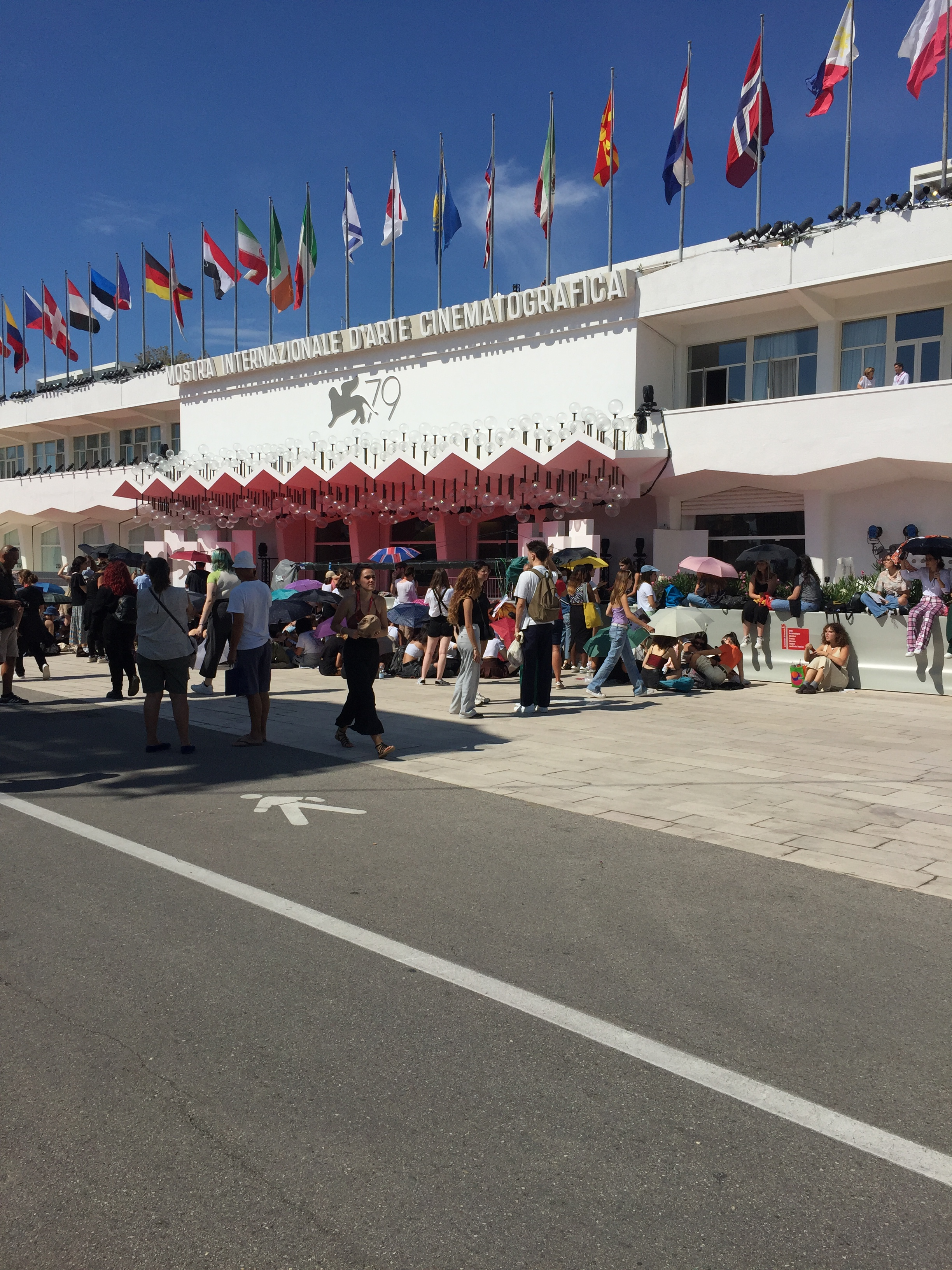
Entrada del festival

El Festival Internacional de Cine de Venecia (en italiano: Mostra Internazionale d'Arte Cinematografica della Biennale di Venezia) es un encuentro cinematográfico que se lleva a cabo cada año en el Palazzo del Cinema de esa ciudad. Dos semanas después de este evento, considerado uno de los más prestigiosos en su tipo, se celebran también los Premios de Televisión de Venecia.
La 79. edición del Festival se lleva a cabo del 31 de agosto al 10 de septiembre de 2022.

## Jurados
- Competición Principal (Venezia 79)

- - Julianne Moore, actriz y autora estadounidense (presidenta del jurado)[5]
  - Mariano Cohn, director, guionista y productor argentino[5]
  - Leonardo Di Costanzo, director y guionista italiano[5]
  - Audrey Diwan, directora y guionista francesa[5]
  - Leila Hatami, actriz iraní[5]
  - Kazuo Ishiguro, novelista y guionista británico[5]
  - Rodrigo Sorogoyen, director y guionista español[5]

- Horizontes (Orizonti)

- - Isabel Coixet (Presidenta del Jurado)[6]
  - Laura Bispuri[6]
  - Antonio Campos[6]
  - Sofía Djama[6]
  - fr[6]

- Premio Luigi de Laurentiis

- - Michelangelo Frammartino (Presidente del Jurado)[6]
  - Jan P. Matuszynski[6]
  - pt[6]
  - Tessa Thompson[6]
  - Rosalie Varda[6]

## Selecciones oficiales

### En competición
Las siguientes películas fueron seleccionadas para la competencia internacional principal:
| título en inglés                                 | Título original                                  | Director(es)          | País de producción                   |
| ------------------------------------------------ | ------------------------------------------------ | --------------------- | ------------------------------------ |
| Toda la belleza y el derramamiento de sangre     | Toda la belleza y el derramamiento de sangre     | Laura Poitras         | Estados Unidos                       |
| Argentina, 1985                                  | Argentina, 1985                                  | Santiago Mitre        | Argentina                            |
| Atenea                                           | Atenea                                           | Romain Gavras         | Francia                              |
| Las almas en pena de Inisherin                   | Las almas en pena de Inisherin                   | Martín McDonagh       | Irlanda, Reino Unido, Estados Unidos |
| Bardo (o Falsa Crónica de un Puñado de Verdades) | Bardo (o falsa crónica de unas cuantas verdades) | Alejandro G. Iñarritu | México, Estados Unidos               |
| Más allá de la pared                             | شب، داخلی، دیوار (Shab, Dakheli, Divar)          | Vahid Jalilvand       | Irán                                 |
| Rubio                                            | Rubio                                            | Andres Dominico       | Estados Unidos                       |
| Huesos y todo                                    | Huesos y todo                                    | Luca Guadagnino       | Italia, Estados Unidos               |
| Clara                                            | Clara                                            | Susana Nicchiarelli   | Bélgica, Italia                      |
| Una pareja                                       | pareja                                           | Federico Wiseman      | Francia, Estados Unidos              |
| La hija eterna                                   | La hija eterna                                   | Joanna Hogg           | Reino Unido, Estados Unidos          |
| El signore delle formiche                        | El signore delle formiche                        | Gianni Amelio         | Italia                               |
| L'immensità                                      | L'immensità                                      | Emanuele Crialese     | Francia, Italia                      |
| Vida amorosa                                     | ラブライフ (Rabu Raifu)                          | Koji Fukada           | Japón, Francia                       |
| Mónica                                           | Mónica                                           | Andrea Pallaoro       | Italia, Estados Unidos               |
| Sin osos                                         | خرس نیست (Khers Nist)                            | Jafar Panahi          | Irán                                 |
| Hijos de otras personas                          | Les Enfants des Autres                           | Rebeca Zlotowski      | Francia                              |
| Nuestros lazos                                   | Les Miens                                        | Roschdy Zem           | Francia                              |
| Saint Omer                                       | Saint Omer                                       | Alice Diop            | Francia                              |
| El hijo                                          | El hijo                                          | Florian Zeller        | Reino Unido, Estados Unidos          |
| Alquitrán                                        | Alquitrán                                        | Campo Todd            | Alemania, Estados Unidos             |
| La ballena                                       | La ballena                                       | Darren Aronofsky      | Estados Unidos                       |
| White Noise (película de apertura)               | White Noise (película de apertura)               | Noah Baumbach         | Reino Unido, Estados Unidos          |

### Fuera de competencia
Las siguientes películas fueron seleccionadas para ser proyectadas fuera de competencia:
| Ficción                                              | Ficción                                              | Ficción                             | Ficción                                 |
| Título en inglés                                     | Título original                                      | Director(es)                        | País de producción                      |
| ---------------------------------------------------- | ---------------------------------------------------- | ----------------------------------- | --------------------------------------- |
| Call of God                                          | Kõne taevast                                         | kim ki duk                          | Estonia, Lituania, Kirguistán           |
| Muerto por un dolar                                  | Muerto por un dolar                                  | colina de walter                    | Estados Unidos                          |
| No te preocupes cariño                               | No te preocupes cariño                               | Olivia Wilde                        | Estados Unidos                          |
| Soñando salvaje                                      | Soñando salvaje                                      | Bill Pohlad                         | Estados Unidos                          |
| Sequía                                               | Siccità                                              | Paolo Virzi                         | Italia                                  |
| The Hanging Sun (Película de cierre)                 | The Hanging Sun (Película de cierre)                 | francesco carrozzini                | Italia                                  |
| Vivir                                                | Vivir                                                | Oliver Hermanus                     | Reino Unido                             |
| Maestro jardinero                                    | Maestro jardinero                                    | Pablo Schrader                      | Estados Unidos                          |
| Perla                                                | Perla                                                | ti oeste                            | Estados Unidos                          |
| Cuando las olas se han ido                           | Kapag Wala Nang Mga Alon                             | Lav Díaz                            | Filipinas, Francia, Portugal, Dinamarca |
| No ficción                                           |                                                      |                                     |                                         |
| Título en inglés                                     | Título original                                      | Director(es)                        | País de producción                      |
| Bobi Wine Ghetto Presidente                          | Bobi Wine Ghetto Presidente                          | Christopher SharpMoisés Bwayo       | Uganda, Reino Unido, Estados Unidos     |
| Un espía compasivo                                   | Un espía compasivo                                   | steve james                         | Estados Unidos                          |
| Freedom On Fire: la lucha de Ucrania por la libertad | Freedom On Fire: la lucha de Ucrania por la libertad | Evgeny Afineevsky                   | Ucrania, Reino Unido, Estados Unidos    |
| Gli Ultimi Giorni Dell'Umanita                       | Gli Ultimi Giorni Dell'Umanita                       | Enrico Ghezzi, Alessandro Gagliardo | Italia                                  |
| En Viaggio                                           | En Viaggio                                           | gianfranco rosa                     | Italia                                  |
| El juicio de Kiev                                    | El juicio de Kiev                                    | Serguéi Loznitsa                    | Holanda, Ucrania                        |
| El casamentero                                       | El casamentero                                       | benedetta argentieri                | Italia                                  |
| Música para palomas negras                           | Música para palomas negras                           | Jorgen Leth, Andreas Koefoed        | Dinamarca                               |
| Nuclear                                              | Nuclear                                              | Oliver Piedra                       | Estados Unidos                          |
| Serie                                                |                                                      |                                     |                                         |
| Título en inglés                                     | Título original                                      | Director(es)                        | País de producción                      |
| Vaquero de Copenhague                                | Vaquero de Copenhague                                | Nicolás Winding Refn                | Dinamarca                               |
| El éxodo del reino                                   | El éxodo del reino                                   | Lars von Trier                      | Dinamarca                               |

## Horizontes
El cartel de películas seleccionadas para la sección Horizontes es el siguiente:
| En competición                | En competición                      | En competición             | En competición                                           |
| Título en inglés              | Título original                     | Director(es)               | País de producción                                       |
| ----------------------------- | ----------------------------------- | -------------------------- | -------------------------------------------------------- |
| Princesa                      |                                     | Roberto De Paolis          | Italia                                                   |
| Víctima                       |                                     | Michal Blasko              | Eslovaquia, República Checa, Alemania                    |
| En la franja                  | En los márgenes                     | Juan Diego Boto            | España                                                   |
| Trenque Lauquen               |                                     | Laura Citarella            | Argentina, Alemania                                      |
| Vera                          |                                     | Tizza Covi, Rainer Frimmel | Austria                                                  |
| Inocencia                     |                                     | Guy Davidi                 | Dinamarca, Israel, Finlandia, Islandia                   |
| Blanquita                     |                                     | Fernando Guzzoni           | Chile, México                                            |
| Por mi pais                   | Pour la France                      | Rachid Hami                | Francia, Taiwán                                          |
| Un hombre                     | ある男                              | Key Ishikawa               | Japón                                                    |
| Pan y sal                     |                                     | Damián Kocur               | Polonia                                                  |
| Luxemburgo, Luxemburgo        |                                     | Antonio Lukich             | Ucrania                                                  |
| Ti Mangio el Cuore            |                                     | Pippo Mezzapesa            | Italia                                                   |
| Al norte                      |                                     | Mihai Mincan               | Rumanía, Francia, Grecia, Bulgaria, República Checa      |
| Autobiografía                 |                                     | Makbul Mubarak             | Indonesia, Francia, Singapur, Filipinas, Alemania, Catar |
| El pato sentado               |                                     | Jean-Paul Salome           | Francia                                                  |
| Tercera Guerra Mundial        | جنگ جهانی سوم (Jange Jahanie Sevom) | Homan Seyyedi              | Irán                                                     |
| El hombre más feliz del mundo |                                     | Teona Strugar Mitevska     | Bosnia, Bélgica, Dinamarca                               |
| La novia                      |                                     | Sergio Trefaut             | Portugal                                                 |

| Horizontes adicionales | Horizontes adicionales | Horizontes adicionales   | Horizontes adicionales |
| Título en inglés       | Título original        | Director(es)             | País de producción     |
| ---------------------- | ---------------------- | ------------------------ | ---------------------- |
| Origen del mal         |                        | Sébastien Marnier        |                        |
| Jardines colgantes     |                        | Ahmed Yassin Al Daradji  |                        |
| Amanda                 |                        | Carolina Cavalli         |                        |
| Zapatos rojos          |                        | Carlos Eichelmann Kaiser |                        |
| Nezouh                 |                        | Soudade Kaadan           |                        |
| Noche Fantasma         |                        | Fulvio Risuleo           |                        |
| Sin ella               | بی رویا (Bi Roya)      | Arian Vazirdaftari       | Irán                   |
| Valeria se va a casar  |                        | Michael Vinik            |                        |
| Goliat                 |                        | Adilkhan Yerzhanov       |                        |

## Secciones autónomas

### Semana Internacional de la Crítica
El cartel de películas seleccionadas para la 37 Semana Internacional de la Crítica es el siguiente:
| En competición            | En competición                                           | En competición                | En competición     |
| Título en inglés          | Título original                                          | Director(es)                  | País de producción |
| ------------------------- | -------------------------------------------------------- | ----------------------------- | ------------------ |
| Anhell69                  |                                                          | Teo Montoya                   | Colombia           |
| Beating Sun               | Tant que le soleil frapé                                 | Felipe Petit                  | Francia            |
| Dogborn                   |                                                          | isabel carbonell              | Suecia             |
| Eismayer                  |                                                          | david wagner                  | Austria            |
| Have You Seen This Woman? | Да ли сте видели ову жену? (Da li ste videli ovu ženu? ) | Dušan Zorić, Matija Gluščević | Serbia, Croacia    |
| Margini                   |                                                          | Nicolás Falsetti              | Italia             |
| Skin Deep                 | Aus meiner Haut                                          | Alex Schaad                   | Alemania           |

| Eventos especiales – Fuera de competición      | Eventos especiales – Fuera de competición | Eventos especiales – Fuera de competición | Eventos especiales – Fuera de competición |
| Título en inglés                               | Título original                           | Director(es)                              | País de producción                        |
| ---------------------------------------------- | ----------------------------------------- | ----------------------------------------- | ----------------------------------------- |
| Tres noches a la semana (película de apertura) |                                           | Florent Gouelou                           | Francia                                   |
| Sangre                                         |                                           | pedro costa                               | Portugal                                  |
| Queens (película de cierre)                    |                                           | Yasmine Benkiran                          | Marruecos                                 |

| SIC@SIC Cortometrajes de Cine Italiano | SIC@SIC Cortometrajes de Cine Italiano | SIC@SIC Cortometrajes de Cine Italiano | SIC@SIC Cortometrajes de Cine Italiano |
| Título en inglés                       | Título original                        | Director(es)                           | País de producción                     |
| -------------------------------------- | -------------------------------------- | -------------------------------------- | -------------------------------------- |
| Albertina ¿Dónde estás?                |                                        | María Guidone                          | Italia                                 |
| Like Snails                            | Ven le lumache                         | Margarita Panizon                      | Italia                                 |
| Nostos                                 |                                        | Mauro Zingarelli                       | Italia                                 |
| Árbol joven                            | Puiet                                  | Lorenzo Fabbro, Bronte Stahl           | Italia, Estados Unidos, Rumania        |
| Reginetta                              |                                        | Federico Russotto                      | Italia                                 |
| Restos                                 | Resti                                  | Federico Fadiga                        | Italia                                 |
| Habitación lúcida                      | La estrofa clara                       | Clara Catalina                         | Italia                                 |

### Giornate Degli Autores
| En competición                                   | En competición  | En competición                   | En competición                                  |
| Título en inglés                                 | Título original | Director(es)                     | País de producción                              |
| ------------------------------------------------ | --------------- | -------------------------------- | ----------------------------------------------- |
| Bentú                                            | Bentú           | Salvatore Mereu                  | Italia                                          |
| Fallas ordinarias                                |                 | Cristina Grosán                  | República Checa, Hungría, Italia, Eslovaquia    |
| Jean azul                                        |                 | georgia oakley                   | Reino Unido                                     |
| Sucio, Difícil, Peligroso (película de apertura) |                 | Wissam Charaf                    | Francia, Italia, Líbano                         |
| The Last Queen                                   |                 | Adila Bendimerad, Damien Ounouri | Argelia, Francia, Arabia Saudita, Catar, Taiwán |
| The Damned Don't Cry (Título provisional)        |                 | Fyzal Boulifa                    | Francia, Bélgica, Marruecos                     |
| Wolf And Dog                                     |                 | Claudia Varejao                  | Portugal, Francia                               |
| Padre Pío                                        |                 | Abel Ferrara                     | Italia, Alemania, Reino Unido                   |
| Táctica de cerrojo                               |                 | Huang Ji, Otsuka Ryuji           | Japón                                           |
| La doncella                                      | La doncella     | graham foy                       | Canadá, EE. UU.                                 |

| Eventos especiales – Fuera de competición | Eventos especiales – Fuera de competición | Eventos especiales – Fuera de competición | Eventos especiales – Fuera de competición |
| Título en inglés                          | Título original                           | Director(es)                              | País de producción                        |
| ----------------------------------------- | ----------------------------------------- | ----------------------------------------- | ----------------------------------------- |
| Camino de Olimpia                         |                                           | Corrado Cerón                             | Italia                                    |
| Solo                                      | تنها (Tanha)                              | Jafar Nayafi                              | Irán                                      |
| Estamos aquí para probar                  |                                           | Greta De Lazzaris, Jacopo Quadri          | Italia                                    |
| Casa Susana                               |                                           | sebastien lifshitz                        | Italia                                    |
| Marcha sobre Roma                         |                                           | marca primos                              | Italia                                    |
| The Listener (película de clausura)       |                                           | Steve Buscemi                             | A NOSOTROS                                |
| Noches de Venecia                         |                                           |                                           |                                           |
| Tierra de gente íntegra                   |                                           | Christian Carmosino Mereu                 | Italia                                    |
| Kristos, el último niño                   |                                           | julia amati                               | Italia                                    |
| La timidez de la corona                   |                                           | valentina bertani                         | Italia                                    |
|                                           | Las Leonas                                | Isabel Achaval, Chiara Biondi             | Italia                                    |
|                                           | Le Favolose                               | Roberto Torres                            | Italia                                    |
| Pablo de Neanderthal                      |                                           | Antonello Matarazzo                       | Italia                                    |
| Se Fate I Bravi                           |                                           | Stefano CollizzoliDaniel Gaglianone       | Italia                                    |
| Los rompehuesos                           |                                           | Vincenzo Pirrota                          | Italia                                    |
| Un enemigo invisible                      |                                           | Riccardo Campagna, Federico Savonito      |                                           |
| Proyecto Cuentos de Mujeres               |                                           |                                           |                                           |
|                                           | Carta a mi madre para mi hijo             | carla simon                               | Italia                                    |
| La casa viene con un pájaro               |                                           | janicza bravo                             | Italia                                    |

## Premios especiales
- León de Oro a la Trayectoria : Paul Schrader[10] y Catherine Deneuve[11]